# 艾昂達夫鎮區 (北卡羅萊納州海伍德縣)
艾昂達夫鎮區（英語：Iron Duff Township）是位於美國北卡羅萊納州海伍德縣的一個鎮區。

## 地方資料
艾昂達夫鎮區的面積為26.15平方千米，皆為陸地。根據2020年美國人口普查的數據，當地共有人口1253人，而人口密度為每平方千米47.92人。